# 阿戈讷地区博福尔
阿戈讷地区博福尔（法語：Beaufort-en-Argonne，法語發音：[bofɔʁ ɑ̃.n‿aʁɡɔn]）是法国默兹省的一个市镇，属于凡尔登区。

## 地理
阿戈讷地区博福尔（49°28'19"N, 5°6'48"E）面积11.09 平方千米，位于法国大東部大區默兹省，该省份为法国西北部内陆省份，北与比利时接壤，西接马恩省和阿登省，南至上马恩省和孚日省，东临默尔特-摩泽尔省。
与阿戈讷地区博福尔接壤的市镇（或旧市镇、城区）包括：贝尔瓦尔布瓦德达姆、努阿尔、博克莱尔、默兹河畔拉讷维尔。

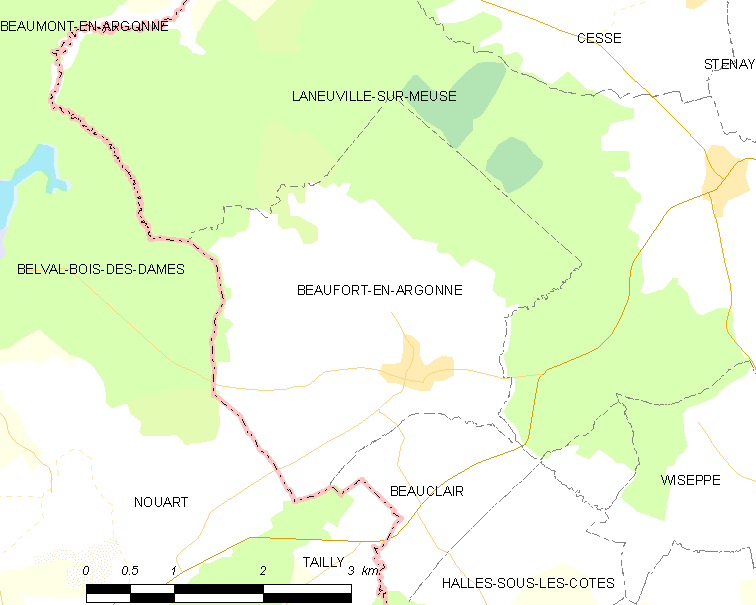
阿戈讷地区博福尔的OSM定位图

阿戈讷地区博福尔的时区为UTC+01:00、UTC+02:00（夏令时）。

## 行政
阿戈讷地区博福尔的邮政编码为55700，INSEE市镇编码为55037。

## 政治
阿戈讷地区博福尔所属的省级选区为斯特奈县。

## 人口

1962-2008年间阿戈讷地区博福尔人口变化图示

阿戈讷地区博福尔于2022年1月1日时的人口数量为127人。